# Kukës megye településeinek listája
Kukës megye településeinek listája az albániai Kukës megye 4 városának és 190 falujának magyar betűrend szerinti felsorolása a 2015 óta érvényben lévő települési szerepkör, valamint a községi és alközségi beosztás megjelölésével.
A névalakokhoz
Az adatok között az albán névszóragozás sajátosságainak megfelelően a határozatlan és a határozott névalak egyaránt szerepel (pl. Kukës / Kukësi). Ahol a határozatlan és a határozott alak megegyezik, az egyszerűség kedvéért a név önmagában áll (pl. Bicaj, és nem Bicaj / Bicaj). Miután Albániában nem rendezik törvényi szinten a települések pontos névalakját, és egységes szempontok szerint összeállított helységnévtár sem áll rendelkezésre, az albán településnevek egy részének írásmódja erősen ingadozó. Ezért az esetleges párhuzamos névváltozatok is feltűnnek a táblázatban. Az elsődleges névalakok forrása a 2015 júniusában érvénybe lépett 115/2014. számú közigazgatási törvény szövege, valamint az albán Központi Választási Bizottság honlapján megtalálható 2003-as települési adatbázis. Sok esetben már e két forrásban is eltér a településnevek írásmódja, így az elfogadottabbnak számító névalak megnyugtató megállapításához mérvadó albán hírportálok, a Koha Jonë és a Shekulli adatbázisát is felhasználtuk.

## Települések
| Név (határozatlan / határozott)   | Névváltozat(ok)                           | Jogállás | Szerepkör (2015 óta)                          | Megye | Község (2015 óta) | Alközség (2015 óta) |
| --------------------------------- | ----------------------------------------- | -------- | --------------------------------------------- | ----- | ----------------- | ------------------- |
| Kukës / Kukësi                    |                                           | város    | megyeszékhely, községközpont, alközségközpont | Kukës | Kukës             | Kukës               |
| Bajram Curri                      | Kolgecaj                                  | város    | községközpont, alközségközpont                | Kukës | Tropoja           | Bajram Curri        |
| Fierzë / Fierza                   |                                           | város    | alközségközpont                               | Kukës | Tropoja           | Fierza              |
| Krumë / Kruma                     |                                           | város    | községközpont, alközségközpont                | Kukës | Has               | Kruma               |
| Arrën / Arrëni                    |                                           | falu     | alközségközpont                               | Kukës | Kukës             | Arrën               |
| Bardhoc i Ri / Bardhoci i Ri      |                                           | falu     | alközségközpont                               | Kukës | Kukës             | Tërthora            |
| Bicaj                             |                                           | falu     | alközségközpont                               | Kukës | Kukës             | Bicaj               |
| Bujan / Bujani                    |                                           | falu     | alközségközpont                               | Kukës | Tropoja           | Bujan               |
| Fajzë / Fajza                     |                                           | falu     | alközségközpont                               | Kukës | Has               | Fajza               |
| Fshat / Fshati                    |                                           | falu     | alközségközpont                               | Kukës | Kukës             | Grykë-Çaja          |
| Gjinaj                            |                                           | falu     | alközségközpont                               | Kukës | Has               | Gjinaj              |
| Golaj                             |                                           | falu     | alközségközpont                               | Kukës | Has               | Golaj               |
| Kalis / Kalisi                    |                                           | falu     | alközségközpont                               | Kukës | Kukës             | Kalis               |
| Kolsh / Kolshi                    |                                           | falu     | alközségközpont                               | Kukës | Kukës             | Kolsh               |
| Lekbibaj                          |                                           | falu     | alközségközpont                               | Kukës | Tropoja           | Lekbibaj            |
| Llugaj                            |                                           | falu     | alközségközpont                               | Kukës | Tropoja           | Llugaj              |
| Margegaj                          |                                           | falu     | alközségközpont                               | Kukës | Tropoja           | Margegaj            |
| Pac / Paci                        |                                           | falu     | alközségközpont                               | Kukës | Tropoja           | Bytyç               |
| Palush / Palushi                  |                                           | falu     | alközségközpont                               | Kukës | Kukës             | Bushtrica           |
| Shëmri / Shëmrija                 |                                           | falu     | alközségközpont                               | Kukës | Kukës             | Malzia              |
| Shishtavec / Shishtaveci          |                                           | falu     | alközségközpont                               | Kukës | Kukës             | Shishtavec          |
| Shtiqën / Shtiqëni                |                                           | falu     | alközségközpont                               | Kukës | Kukës             | Shtiqën             |
| Surroj                            |                                           | falu     | alközségközpont                               | Kukës | Kukës             | Surroj              |
| Topojan / Topojani                |                                           | falu     | alközségközpont                               | Kukës | Kukës             | Topojan             |
| Tropojë / Tropoja                 |                                           | falu     | alközségközpont                               | Kukës | Tropoja           | Tropoja             |
| Ujmisht / Ujmishti                |                                           | falu     | alközségközpont                               | Kukës | Kukës             | Ujmisht             |
| Zapod / Zapodi                    |                                           | falu     | alközségközpont                               | Kukës | Kukës             | Zapod               |
| Aliaj                             |                                           | falu     |                                               | Kukës | Kukës             | Surroj              |
| Arrëz / Arrëza                    |                                           | falu     |                                               | Kukës | Kukës             | Arrën               |
| Astë / Asta                       |                                           | falu     |                                               | Kukës | Tropoja           | Tropoja             |
| Babinë / Babina                   |                                           | falu     |                                               | Kukës | Tropoja           | Tropoja             |
| Bardhaj                           |                                           | falu     |                                               | Kukës | Has               | Golaj               |
| Bardhoc / Bardhoci                |                                           | falu     |                                               | Kukës | Kukës             | Tërthora            |
| Barrë / Barra                     |                                           | falu     |                                               | Kukës | Kukës             | Arrën               |
| Barruq / Barruqi                  | Barruç / Barruçi                          | falu     |                                               | Kukës | Kukës             | Bushtrica           |
| Begaj                             |                                           | falu     |                                               | Kukës | Tropoja           | Tropoja             |
| Belë / Bela                       | Bele / Belja                              | falu     |                                               | Kukës | Kukës             | Zapod               |
| Berishë / Berisha                 |                                           | falu     |                                               | Kukës | Tropoja           | Bytyç               |
| Bëtoshë / Bëtosha                 | Betosh / Betoshi                          | falu     |                                               | Kukës | Tropoja           | Lekbibaj            |
| Bllatë / Bllata                   |                                           | falu     |                                               | Kukës | Tropoja           | Bujan               |
| Borje / Borja                     |                                           | falu     |                                               | Kukës | Kukës             | Shishtavec          |
| Bradoshnicë / Bradoshnica         |                                           | falu     |                                               | Kukës | Tropoja           | Margegaj            |
| Breglum / Breglumi                | Breg-Lum / Breg-Lumi, Breglumë / Bregluma | falu     |                                               | Kukës | Tropoja           | Fierza              |
| Breglumë / Bregluma               | Breglum / Breglumi                        | falu     |                                               | Kukës | Kukës             | Tërthora            |
| Brekijë / Brekija                 | Brekije                                   | falu     |                                               | Kukës | Kukës             | Topojan             |
| Brenogë / Brenoga                 |                                           | falu     |                                               | Kukës | Has               | Fajza               |
| Brisë / Brisa                     | Bricë / Brica                             | falu     |                                               | Kukës | Tropoja           | Lekbibaj            |
| Buçaj                             |                                           | falu     |                                               | Kukës | Tropoja           | Tropoja             |
| Bukovë / Bukova                   |                                           | falu     |                                               | Kukës | Tropoja           | Llugaj              |
| Bushat / Bushati                  |                                           | falu     |                                               | Kukës | Kukës             | Bicaj               |
| Bushtricë / Bushtrica             |                                           | falu     |                                               | Kukës | Kukës             | Bushtrica           |
| Buzëmadhe / Buzëmadhja            |                                           | falu     |                                               | Kukës | Kukës             | Grykë-Çaja          |
| Bytyç / Bytyçi                    |                                           | falu     |                                               | Kukës | Tropoja           | Bytyç               |
| Cahan / Cahani                    |                                           | falu     |                                               | Kukës | Has               | Kruma               |
| Çajë / Çaja                       | Kokaj                                     | falu     |                                               | Kukës | Kukës             | Grykë-Çaja          |
| Çam / Çami                        | Çame, Qam / Qami                          | falu     |                                               | Kukës | Kukës             | Malzia              |
| Çerem / Çeremi                    |                                           | falu     |                                               | Kukës | Tropoja           | Margegaj            |
| Cernalevë / Cernaleva             | Cërnalevë / Cërnaleva                     | falu     |                                               | Kukës | Kukës             | Shishtavec          |
| Çinamak / Çinamaku                | Qinamak / Qinamaku                        | falu     |                                               | Kukës | Kukës             | Surroj              |
| Çorraj-Veliç / Çorraj-Veliçi      | Çorr-Velaj                                | falu     |                                               | Kukës | Tropoja           | Bytyç               |
| Curraj i Poshtëm                  | Curraj                                    | falu     |                                               | Kukës | Tropoja           | Lekbibaj            |
| Curraj i Sipërm                   | Curraj i Epërm                            | falu     |                                               | Kukës | Tropoja           | Lekbibaj            |
| Dautaj                            |                                           | falu     |                                               | Kukës | Has               | Golaj               |
| Degë / Dega                       |                                           | falu     |                                               | Kukës | Tropoja           | Fierza              |
| Dobrunë / Dobruna                 |                                           | falu     |                                               | Kukës | Has               | Golaj               |
| Dojan / Dojani                    |                                           | falu     |                                               | Kukës | Tropoja           | Bujan               |
| Domaj                             | Domaj-Has / Domaj-Hasi                    | falu     |                                               | Kukës | Has               | Gjinaj              |
| Domaj                             |                                           | falu     |                                               | Kukës | Kukës             | Bicaj               |
| Dragobi / Dragobia                |                                           | falu     |                                               | Kukës | Tropoja           | Margegaj            |
| Drinas / Drinasi                  |                                           | falu     |                                               | Kukës | Kukës             | Kukës               |
| Dukagjin / Dukagjini              |                                           | falu     |                                               | Kukës | Kukës             | Malzia              |
| Dushaj                            | Dushaj i Poshtëm                          | falu     |                                               | Kukës | Tropoja           | Fierza              |
| Fusharrë / Fusharra               |                                           | falu     |                                               | Kukës | Kukës             | Surroj              |
| Fushë-Lumë / Fushë-Luma           |                                           | falu     |                                               | Kukës | Tropoja           | Margegaj            |
| Gabricë / Gabrica                 |                                           | falu     |                                               | Kukës | Kukës             | Bicaj               |
| Gajrep / Gajrepi                  |                                           | falu     |                                               | Kukës | Has               | Kruma               |
| Gdheshtë / Gdheshta               | Gëdheshtë / Gëdheshta                     | falu     |                                               | Kukës | Kukës             | Malzia              |
| Gegaj                             |                                           | falu     |                                               | Kukës | Tropoja           | Tropoja             |
| Gështenjë / Gështenja             |                                           | falu     |                                               | Kukës | Kukës             | Kalis               |
| Gjallicë / Gjallica               |                                           | falu     |                                               | Kukës | Kukës             | Shtiqën             |
| Gjegjan / Gjegjani                |                                           | falu     |                                               | Kukës | Kukës             | Tërthora            |
| Gjegjë / Gjegja                   | Gjegje / Gjegja                           | falu     |                                               | Kukës | Kukës             | Bushtrica           |
| Gjonpepaj                         |                                           | falu     |                                               | Kukës | Tropoja           | Lekbibaj            |
| Gostil / Gostili                  | Gostilë / Gostila                         | falu     |                                               | Kukës | Kukës             | Kukës               |
| Gri / Grija                       |                                           | falu     |                                               | Kukës | Tropoja           | Bujan               |
| Gri e Re / Grija e Re             |                                           | falu     |                                               | Kukës | Tropoja           | Bujan               |
| Gurrë / Gurra                     |                                           | falu     |                                               | Kukës | Kukës             | Kalis               |
| Helshan / Helshani                |                                           | falu     |                                               | Kukës | Has               | Golaj               |
| Jaho Salihi                       | Çernicë / Çernica                         | falu     |                                               | Kukës | Tropoja           | Llugaj              |
| Kalimash / Kalimashi              |                                           | falu     |                                               | Kukës | Kukës             | Malzia              |
| Kam / Kami                        |                                           | falu     |                                               | Kukës | Tropoja           | Bytyç               |
| Kasaj                             |                                           | falu     |                                               | Kukës | Tropoja           | Tropoja             |
| Kepenek / Kepeneku                |                                           | falu     |                                               | Kukës | Tropoja           | Bytyç               |
| Kërrnajë / Kërrnaja               |                                           | falu     |                                               | Kukës | Tropoja           | Tropoja             |
| Kishaj                            |                                           | falu     |                                               | Kukës | Has               | Gjinaj              |
| Koçanaj                           |                                           | falu     |                                               | Kukës | Tropoja           | Margegaj            |
| Kodër-Gështenjë / Kodër-Gështenja |                                           | falu     |                                               | Kukës | Kukës             | Kalis               |
| Kojel / Kojeli                    |                                           | falu     |                                               | Kukës | Tropoja           | Tropoja             |
| Kolesjan / Kolesjani              |                                           | falu     |                                               | Kukës | Kukës             | Bicaj               |
| Kollovoz / Kollovozi              |                                           | falu     |                                               | Kukës | Kukës             | Shishtavec          |
| Kosharisht / Kosharishti          |                                           | falu     |                                               | Kukës | Kukës             | Zapod               |
| Kostur / Kosturi                  | Kosturr / Kosturri                        | falu     |                                               | Kukës | Has               | Golaj               |
| Kovaç / Kovaçi                    | Sylaj                                     | falu     |                                               | Kukës | Tropoja           | Tropoja             |
| Krenzë / Krenza                   | Krenxë / Krenxa                           | falu     |                                               | Kukës | Kukës             | Shtiqën             |
| Krumë-Fshat / Krumë-Fshati        |                                           | falu     |                                               | Kukës | Has               | Kruma               |
| Kryemadh / Kryemadhi              |                                           | falu     |                                               | Kukës | Kukës             | Malzia              |
| Lëkurtaj                          |                                           | falu     |                                               | Kukës | Tropoja           | Bujan               |
| Leniq / Leniqi                    |                                           | falu     |                                               | Kukës | Tropoja           | Bytyç               |
| Letaj                             |                                           | falu     |                                               | Kukës | Has               | Golaj               |
| Liqen i Kuq / Liqeni i Kuq        |                                           | falu     |                                               | Kukës | Has               | Fajza               |
| Lojmë / Lojma                     |                                           | falu     |                                               | Kukës | Kukës             | Zapod               |
| Lumë / Luma                       | Kodër-Lumë / Kodër-Luma                   | falu     |                                               | Kukës | Kukës             | Shtiqën             |
| Lusën / Lusëna                    | Lusen / Lusena                            | falu     |                                               | Kukës | Kukës             | Ujmisht             |
| Luzhë / Luzha                     |                                           | falu     |                                               | Kukës | Tropoja           | Llugaj              |
| Malqene                           | Malqenë / Malqena                         | falu     |                                               | Kukës | Kukës             | Ujmisht             |
| Mamëz / Mamëza                    |                                           | falu     |                                               | Kukës | Kukës             | Kolsh               |
| Markaj                            |                                           | falu     |                                               | Kukës | Tropoja           | Bujan               |
| Mashë / Masha                     |                                           | falu     |                                               | Kukës | Tropoja           | Bytyç               |
| Matranxh / Matranxhi              | Matranxhë / Matranxha                     | falu     |                                               | Kukës | Kukës             | Bushtrica           |
| Mazrek / Mazreku                  | Plan i Patës / Plani i Patës              | falu     |                                               | Kukës | Has               | Kruma               |
| Metaliaj                          |                                           | falu     |                                               | Kukës | Has               | Fajza               |
| Mgullë / Mgulla                   | Mëgullë / Mëgulla                         | falu     |                                               | Kukës | Kukës             | Malzia              |
| Morinë / Morina                   |                                           | falu     |                                               | Kukës | Kukës             | Tërthora            |
| Muholë / Muhola                   | Mholaj                                    | falu     |                                               | Kukës | Kukës             | Bicaj               |
| Mujaj-Dajç / Mujaj-Dajçi          | Mujaj                                     | falu     |                                               | Kukës | Has               | Kruma               |
| Mustafë / Mustafa                 | Mustafaj                                  | falu     |                                               | Kukës | Kukës             | Bicaj               |
| Myç-Has / Myç-Hasi                |                                           | falu     |                                               | Kukës | Has               | Gjinaj              |
| Myç-Mamëz / Myç-Mamëza            | Myç / Myçi                                | falu     |                                               | Kukës | Kukës             | Kolsh               |
| Myhejan / Myhejani                |                                           | falu     |                                               | Kukës | Tropoja           | Tropoja             |
| Nangë / Nanga                     |                                           | falu     |                                               | Kukës | Kukës             | Bicaj               |
| Nikoliq / Nikoliqi                |                                           | falu     |                                               | Kukës | Has               | Golaj               |
| Nimçë / Nimça                     |                                           | falu     |                                               | Kukës | Kukës             | Topojan             |
| Novosejë / Novoseja               | Novoselë / Novosela                       | falu     |                                               | Kukës | Kukës             | Shishtavec          |
| Orçikël / Orçikla                 |                                           | falu     |                                               | Kukës | Kukës             | Zapod               |
| Oreshkë / Oreshka                 |                                           | falu     |                                               | Kukës | Kukës             | Shishtavec          |
| Orgjost / Orgjosti                |                                           | falu     |                                               | Kukës | Kukës             | Zapod               |
| Osmanaj                           |                                           | falu     |                                               | Kukës | Kukës             | Bicaj               |
| Pakisht / Pakishti                |                                           | falu     |                                               | Kukës | Kukës             | Zapod               |
| Palç / Palçi                      | Palçë / Palça                             | falu     |                                               | Kukës | Tropoja           | Lekbibaj            |
| Papaj                             |                                           | falu     |                                               | Kukës | Tropoja           | Tropoja             |
| Paqe / Paqeja                     | Lagja e Paqës                             | falu     |                                               | Kukës | Tropoja           | Margegaj            |
| Peraj                             |                                           | falu     |                                               | Kukës | Has               | Golaj               |
| Peraj                             |                                           | falu     |                                               | Kukës | Tropoja           | Lekbibaj            |
| Perollaj                          |                                           | falu     |                                               | Kukës | Has               | Golaj               |
| Petkaj                            |                                           | falu     |                                               | Kukës | Kukës             | Malzia              |
| Pistë / Pista                     |                                           | falu     |                                               | Kukës | Kukës             | Malzia              |
| Pobreg / Pobregu                  | Përbreg / Përbregu                        | falu     |                                               | Kukës | Kukës             | Tërthora            |
| Pogaj                             |                                           | falu     |                                               | Kukës | Has               | Gjinaj              |
| Pralisht / Pralishti              | Prahlisht / Prahlishti                    | falu     |                                               | Kukës | Kukës             | Kalis               |
| Prush / Prushi                    | Mëhallë e Epërme / Mëhalla e Epërme       | falu     |                                               | Kukës | Tropoja           | Bytyç               |
| Pus i Thatë / Pusi i Thatë        |                                           | falu     |                                               | Kukës | Has               | Gjinaj              |
| Qarr / Qarri                      |                                           | falu     |                                               | Kukës | Has               | Golaj               |
| Qereç-Mulaj                       | Qerec-Mulaj                               | falu     |                                               | Kukës | Tropoja           | Lekbibaj            |
| Resk / Resku                      |                                           | falu     |                                               | Kukës | Kukës             | Ujmisht             |
| Rosujë / Rosuja                   |                                           | falu     |                                               | Kukës | Tropoja           | Bujan               |
| Rragam / Rragami                  |                                           | falu     |                                               | Kukës | Tropoja           | Llugaj              |
| Rragam / Rragami                  | Rrogam / Rrogami                          | falu     |                                               | Kukës | Tropoja           | Margegaj            |
| Rrëzë-Mal / Rrëzë-Mali            | Rrez-Mal / Rrez-Mali                      | falu     |                                               | Kukës | Tropoja           | Llugaj              |
| Salcë / Salca                     |                                           | falu     |                                               | Kukës | Tropoja           | Lekbibaj            |
| Selimaj                           |                                           | falu     |                                               | Kukës | Tropoja           | Bujan               |
| Shëngjergj / Shëngjergji          |                                           | falu     |                                               | Kukës | Tropoja           | Lekbibaj            |
| Shikaj                            |                                           | falu     |                                               | Kukës | Kukës             | Malzia              |
| Shkëlzen / Shkëlzeni              |                                           | falu     |                                               | Kukës | Tropoja           | Tropoja             |
| Shkinak / Shkinaku                |                                           | falu     |                                               | Kukës | Kukës             | Grykë-Çaja          |
| Shoshan / Shoshani                |                                           | falu     |                                               | Kukës | Tropoja           | Margegaj            |
| Shpat / Shpati                    |                                           | falu     |                                               | Kukës | Kukës             | Bushtrica           |
| Shtanë / Shtana                   |                                           | falu     |                                               | Kukës | Kukës             | Malzia              |
| Shtiqën-Mujaj                     |                                           | falu     |                                               | Kukës | Kukës             | Shtiqën             |
| Shtrezë / Shtreza                 |                                           | falu     |                                               | Kukës | Kukës             | Shishtavec          |
| Shumicë-Ahmataj                   | Shumicë / Shumica                         | falu     |                                               | Kukës | Tropoja           | Tropoja             |
| Skavicë / Skavica                 |                                           | falu     |                                               | Kukës | Kukës             | Ujmisht             |
| Sopot / Sopoti                    |                                           | falu     |                                               | Kukës | Tropoja           | Tropoja             |
| Spas / Spasi                      | Vaspas / Vaspasi                          | falu     |                                               | Kukës | Kukës             | Malzia              |
| Tejdrine / Tejdrina               | Tejdrin / Tejdrini                        | falu     |                                               | Kukës | Kukës             | Ujmisht             |
| Tejmollë / Tejmolla               |                                           | falu     |                                               | Kukës | Kukës             | Arrën               |
| Tërshenë / Tërshena               | Tershen / Tersheni                        | falu     |                                               | Kukës | Kukës             | Bicaj               |
| Tetaj                             |                                           | falu     |                                               | Kukës | Tropoja           | Lekbibaj            |
| Tpla                              | Tëplan / Tëplani                          | falu     |                                               | Kukës | Tropoja           | Fierza              |
| Tregtan / Tregtani                |                                           | falu     |                                               | Kukës | Has               | Fajza               |
| Turaj                             |                                           | falu     |                                               | Kukës | Kukës             | Topojan             |
| Valbonë / Valbona                 |                                           | falu     |                                               | Kukës | Tropoja           | Margegaj            |
| Vërrijë / Vërrija                 | Vrrin / Vrrini                            | falu     |                                               | Kukës | Kukës             | Arrën               |
| Viçidol / Viçidoli                |                                           | falu     |                                               | Kukës | Tropoja           | Tropoja             |
| Vilë / Vila                       |                                           | falu     |                                               | Kukës | Kukës             | Bushtrica           |
| Visoçë / Visoça                   |                                           | falu     |                                               | Kukës | Tropoja           | Bytyç               |
| Vlad / Vladi                      |                                           | falu     |                                               | Kukës | Tropoja           | Bytyç               |
| Vlahën / Vlahëna                  | Vlahen / Vlahena                          | falu     |                                               | Kukës | Has               | Golaj               |
| Vranisht / Vranishti              |                                           | falu     |                                               | Kukës | Has               | Fajza               |
| Xhaferraj                         | Xhaferaj                                  | falu     |                                               | Kukës | Kukës             | Topojan             |
| Zahrisht / Zahrishti              |                                           | falu     |                                               | Kukës | Has               | Kruma               |
| Zallë / Zalla                     | Zall / Zalli                              | falu     |                                               | Kukës | Kukës             | Ujmisht             |
| Zgjeç / Zgjeçi                    | Shgjeç / Shgjeçi                          | falu     |                                               | Kukës | Has               | Golaj               |
| Zherkë / Zherka                   |                                           | falu     |                                               | Kukës | Tropoja           | Bytyç               |
| Zogaj                             |                                           | falu     |                                               | Kukës | Tropoja           | Bytyç               |